# ديفيد جونستون (مذيع أخبار)
ديفيد جونستون (بالإنجليزية: David Johnston)‏ هو مذيع أخبار أسترالي، ولد في 4 ديسمبر 1941 في ملبورن في أستراليا.